# Stemme S10
Die Stemme S10 ist ein eigenstartfähiges Segelflugzeug mit Hilfsmotor des deutschen Herstellers Stemme.

## Geschichte
Der Prototyp der Stemme S10 startete 1986 in Braunschweig zu seinem Erstflug und wurde 1987 auf der AERO in Friedrichshafen in seiner endgültigen Form zum ersten Mal präsentiert. Im Jahr 1990 wurde die Musterzulassung erteilt und die erste Serienversion ausgeliefert. 1994 erhielt die S10-V mit Verstellpropeller ihre Musterzulassung. Im Jahr 1999 nutzte das Mountain Wave Project (MWP) eine Stemme S10-VT für ihre erste Forschungsexpedition in den Anden. Neben zahlreichen Messflügen gelang ein erster Rekordflug bis nach Feuerland (1546 km). In den Folgejahren konnten mit der Maschine weitere Weltrekorde im Streckensegelflug erzielt werden. Höhepunkt war ein Flug am 26. November 2000, als Klaus Ohlmann in 14 Stunden eine freie Strecke über drei Wendepunkte von 2463 Kilometern zurücklegte. Im Rahmen einer zweiten MWP-Messkampagne im Jahr 2006 gelangen mit einer zur Forschungsplattform ausgerüsteten S10-VT (BATprobe) über der Tupungato-Aconcagua-Region erste wissenschaftliche Turbulenzmessungen über den Anden bis 12.500 m Höhe. 2014 gelang einem Team des Deutschen Zentrums für Luft- und Raumfahrt (DLR) mit der Stemme S10-VT erstmals eine genaue 3D-Kartierung des Mount Everest-Gebietes in Nepal, um Rettungseinsätze zu erleichtern und die Entwicklung der Gletscher besser verfolgen zu können. Weiterhin wurden Aerosol-Messungen, höhenphysiologische Messungen und Datenerhebungen zu Windströmungen durchgeführt. Dazu wurden zwei Stemme mit zwölf Zwischenstopps in 45 Flugstunden über 10.000 Kilometer ohne Zwischenfälle von Berlin nach Kathmandu geflogen. Bei den Flügen in Nepal wurden Höhen bis über 9.200 Meter erreicht.
Bis Ende 2019 wurden etwa 260 dieser Maschinen in den verschiedenen Varianten hergestellt.
Die Stemme S10 gehört als Segelflugzeug in die offene Wettbewerbsklasse und hat einen Index von 110 auf der Segelflug-Indexliste.

## Konstruktion
Bei dem Flugzeug handelt es sich um einen einmotorigen zweisitzigen Schulterdecker in FVK-Bauweise mit konventionellem T-Leitwerk, dessen Tragflächen mit Wölbklappen und Schempp-Hirth-Bremsklappen an der Oberseite und Winglets ausgerüstet und von einer Person faltbar ausgeführt sind. Die Piloten sitzen nebeneinander. Das Hauptfahrwerk ist elektrisch einziehbar, das Spornrad gesteuert. Die Propeller der V und VT Versionen ist elektrisch verstellbar, der Motor der VT-Version hat einen Turbolader.
Der Propeller faltet sich bei Nichtbenutzung unter der auch Propellerdom genannten Bugverkleidung zusammen, die in Längsrichtung verschiebbar gestaltet ist und so einen umlaufenden Spalt für den Propeller freigibt bzw. schließt. Der Propeller wird über eine Fernwelle und ein Untersetzungsgetriebe von einem hinter dem Cockpit eingebauten Verbrennungsmotor angetrieben. Viele Exemplare haben ein Solarzellenfeld zum Nachladen der Avionikbatterie während des Fluges.

## Versionen

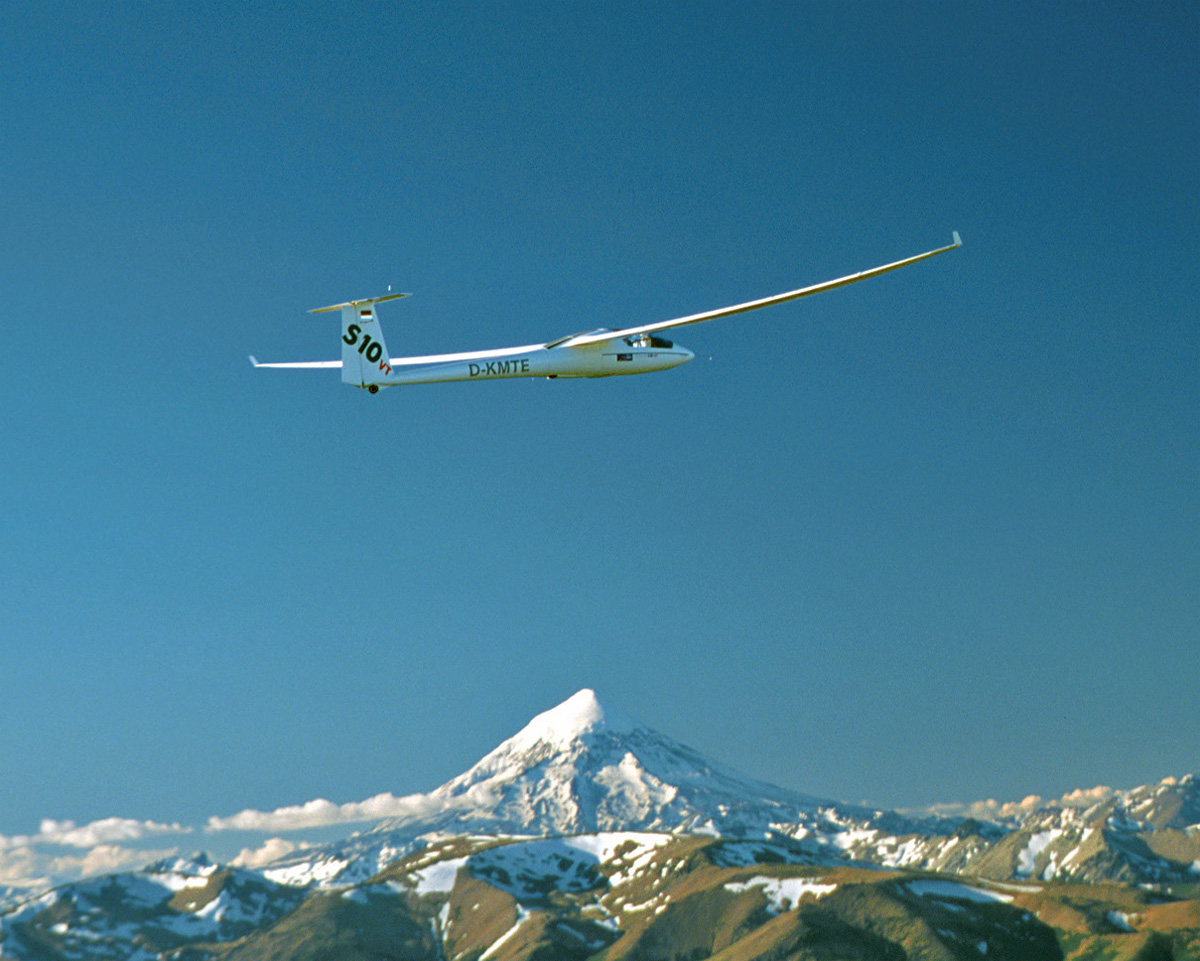
Stemme S10-VT des Mountain Wave Project vor dem Vulkan Lanín

- S10: Basismodell, Limbach L 2400, einfahrbarer Festpropeller, 23 m Spannweite (Produktion eingestellt)
- S10-V: Limbach L 2400, einfahrbarer Verstellpropeller, 23 m Spannweite (Produktion eingestellt)
- S10-VT (ab 1998): Rotax 914F2/S1, einfahrbarer Verstellpropeller, 23 m Spannweite (Produktion eingestellt)
- S10-VTX: Luftarbeitsflugzeug auf Basis der S10-VT, für Forschungs- und Testflüge mit Außenlastbehältern (max. 60 kg je Seite) an der Tragflügelunterseite ausgerüstet. Sind diese montiert verringert sich die Höchstgeschwindigkeit auf 180 km/h.
- S12: überarbeitete Version der S10-VT mit erhöhter Spannweite und Abflugmasse. Die Musterzulassung wurde 2016 erteilt.[9]

In den USA wurde die S10 auch mit dem Beinamen „Chrysalis“ bezeichnet. Zwei als TG-11A bezeichnete Stemme S10V wurden von 1995 bis 2002 von der U.S. Air Force Academy als Streckenflugtrainer und bei Flugschauen eingesetzt. Der ICAO Aircraft Type Designator für alle S10-Versionen ist S10S.

## Technische Daten
| Kenngröße                        | S10 / S10-V                  | S10-VT (Herstellerangabe)    | S12 (Herstellerangabe)       |
| -------------------------------- | ---------------------------- | ---------------------------- | ---------------------------- |
| Besatzung                        | 1 + 1 (nebeneinander)        | 1 + 1 (nebeneinander)        | 1 + 1 (nebeneinander)        |
| Streckung                        | 28,2                         | 28,2                         | 31,5                         |
| Länge                            | 8,42 m                       | 8,42 m                       | 8,42 m                       |
| Höhe                             |                              | 1,80 m                       | 1,75 m                       |
| Spannweite                       | 23,00 m                      | 23,00 m                      | 25 m / 21,7 m                |
| Spannweite (gefaltet)            |                              | 11,20 m                      | 11,40 m                      |
| Flügelfläche                     | 18,74 m²                     | 18,74 m²                     | 19,95 m² / 18,6 m²           |
| Spurweite                        |                              | 1,15 m                       |                              |
| Radstand                         |                              | 5,40 m                       |                              |
| max. Startmasse                  | 850 kg                       | 850 kg                       | 900 kg                       |
| Leermasse                        |                              | 645 kg                       | 690 kg                       |
| Gleitzahl                        |                              | 50 bei 107 km/h              | 53 / 50                      |
| Geringstes Sinken                |                              | 0,56 m/s                     |                              |
| max. Steiggeschwindigkeit        |                              | 4,14 m/s                     | 4,21 m/s                     |
| Reisegeschwindigkeit             |                              | 228 km/h auf Meereshöhe      |                              |
| ökonomische Reisegeschwindigkeit |                              | 180 km/h                     |                              |
| Höchstgeschwindigkeit            | 270 km/h                     | 270 km/h                     | 270 km/h                     |
| Dienstgipfelhöhe                 |                              |                              | 9100 m                       |
| max. Reichweite                  |                              | 1720 km                      | 1759 km                      |
| Triebwerk                        | 1 × Limbach L 2400 EB1.AD    | 1 × Rotax 914 F2/S1 Turbo    | 1 × Rotax 914 F2/S1 Turbo    |
| Tankvolumen                      | 2 × 45 l (optional 2 × 60 l) | 2 × 60 l                     | 2 × 60 l                     |
| Startleistung                    |                              | 85,8 kW bei 5800/min (5 min) | 85,8 kW bei 5800/min (5 min) |
| Dauerleistung                    |                              | 82 kW bei 5500/min           | 82 kW bei 5500/min           |